# セルジオ・タッキーニ
セルジョ・タッキーニ（Sergio Tacchini、1938年5月30日 - ）はイタリアのファッションデザイナー。自身の名を冠したファッションブランドは、主にカジュアル・スポーツウェアのブランドとして有名である。イタリア・ノヴァーラに本社を置く。

## 略歴・沿革
1955年に、ミラノのテニスクラブに入部。テニス選手として活躍し、1966年にイタリア全国大会で優勝し、デビスカップにも出場。クレイコートをもっぱら得意とした。
1966年に、サンディーズ社（Sandys S.p.A.）創業。数年後自らの名前に改称する。当初は当時テニスウェアは白がほとんどだった時代、エレガントなテニスウェアを制作するため、カラフルな生地を使用すると言うアイデアだった。1970年代には各国の有名選手と契約。1978年にはジョン・マッケンローと8年間の契約をした。1990年代にも新進気鋭のピート・サンプラスやマルチナ・ヒンギスらが着用し人気を博した。
その後スキーやフィットネス、ゴルフ、ヨットやその他のカジュアルウェアにも進出。現在は主に、ヨットとテニス、ゴルフなどのスポーツウェアを生産・販売している。
日本での代理販売は内野株式会社→株式会社ティースポーツ(元・TOYOタイヤ子会社)→タッキーニジャパン→株式会社アシックスが行ってきたが、その後の代理店が見つからず、2011年事実上日本の市場から撤退した。

## その他
1988年から1989年にかけ、ダイハツ工業とのコラボレーションで、ダイハツ・シャレード（3代目、G100系）の特別仕様車「セルジオ・タッキーニ」も販売された。

## 公式サイト
- セルジオ・タッキーニ日本語公式サイト 日本撤退にともない閉鎖。熱中症対策グッズ店に転生。
- 公式サイト(イタリア語・英語)
- セルジオタッキーニ Instagram(英語)　公式Instagramアカウント(＠sergiotacchini_official)
- セルジオ・タッキーニジャパン　日本公式サイト
- セルジオ・タッキーニジャパン Instagram　日本公式アカウント(@sergiotacchini_japan)